# シャトーヌフ＝デュ＝フー
シャトーヌフ＝デュ＝フー （Châteauneuf-du-Faou、[ʃatonœf dy fu]、ブルトン語:Kastell-Nevez-ar-Faou）は、フランス、ブルターニュ地域圏、フィニステール県のコミューン。ブルターニュの広域な沿岸河川、オーヌ川沿いにある。

## 地理

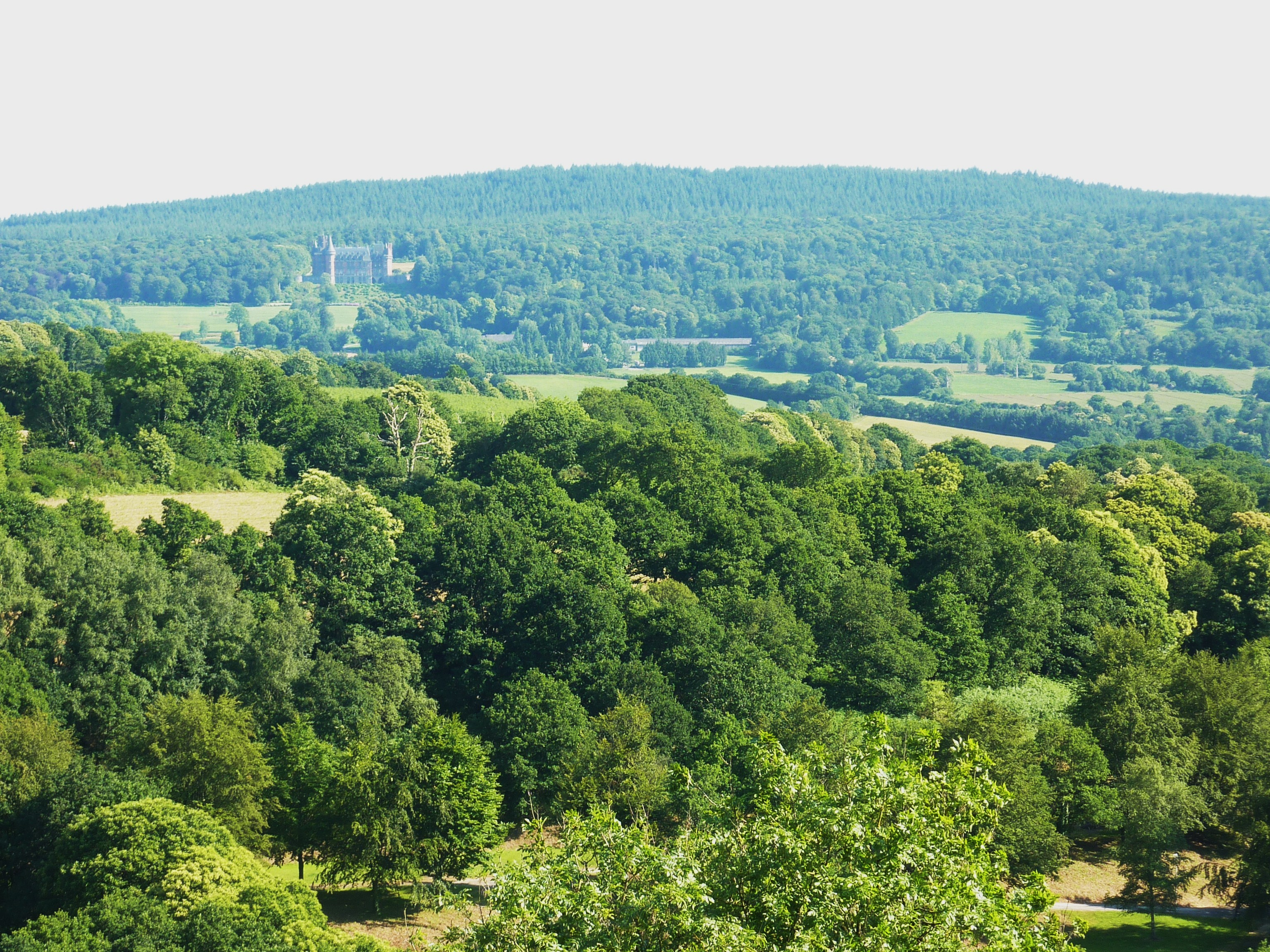
ノワール山地

コミューンの南部を流れるオーヌ川は、サン＝ゴアゼックとラズとの境になっている。右岸側に注ぐ支流、フロンヴールは東のランドローとの境に、そしてステル・ゴアネズ川はレノンとの境界になり、深い谷と森を通じて風が吹き、実際には川は急流になる。かつてのナント＝ブレスト運河の一部であったオーヌ川は運河化され、非常に蛇行して流れる。コミューンの南側限界から離れた町は、右岸側を見下ろす丘の中腹で成長した。シャトーガル城沿いの岩の路頭は隣接するランドローである。
オーヌ川が非常に蛇行しているため、コミューンの南側境界線は非常にくねくねしている。町への近さは、シャトーヌフ＝デュ＝フーに関連する特定の施設が、左岸に位置しているサン＝ゴアゼックの行政に依存していることを説明している。コミューンはアルモリカ地域圏自然公園の一部である。

## 由来
シャトーヌフ＝デュ＝フーとは、ラテン語のcastrum novum in fago（国の新しい城）に由来する。町は古い教区のプルイエに属し、6世紀から1420年まではレオン子爵領に属した。初めて名が歴史上記されたのはカンペールの特許状台帳において1368年で、Castrum novum in fagoとしてである。単にシャトーヌフであった町は、1958年8月13日に正式にシャトーヌフ＝デュ＝フーとなった。
アレ山地からノワール山地にまたがるポエル地方の、名の知られていない一族によって建てられた城は、オーヌ川とロワ橋を見下ろす岩の路頭の上にたっている。おそらくこの地はかつてガリアのオッピドゥムがあった。川の往来を監視でき、カレからラ岬に至る古いローマ街道沿いに当たっていたのである。1186年に城はレオン領主ギヨマール1世とエルヴェ1世が攻略し、レオン子爵のものとなった。ノートルダム・デ・ポルト礼拝堂が1440年にその場所に建てられた時には、既に城は廃墟となっていた。長い壁と塔の基礎部分はまだ残っており、修復されている。

## 歴史

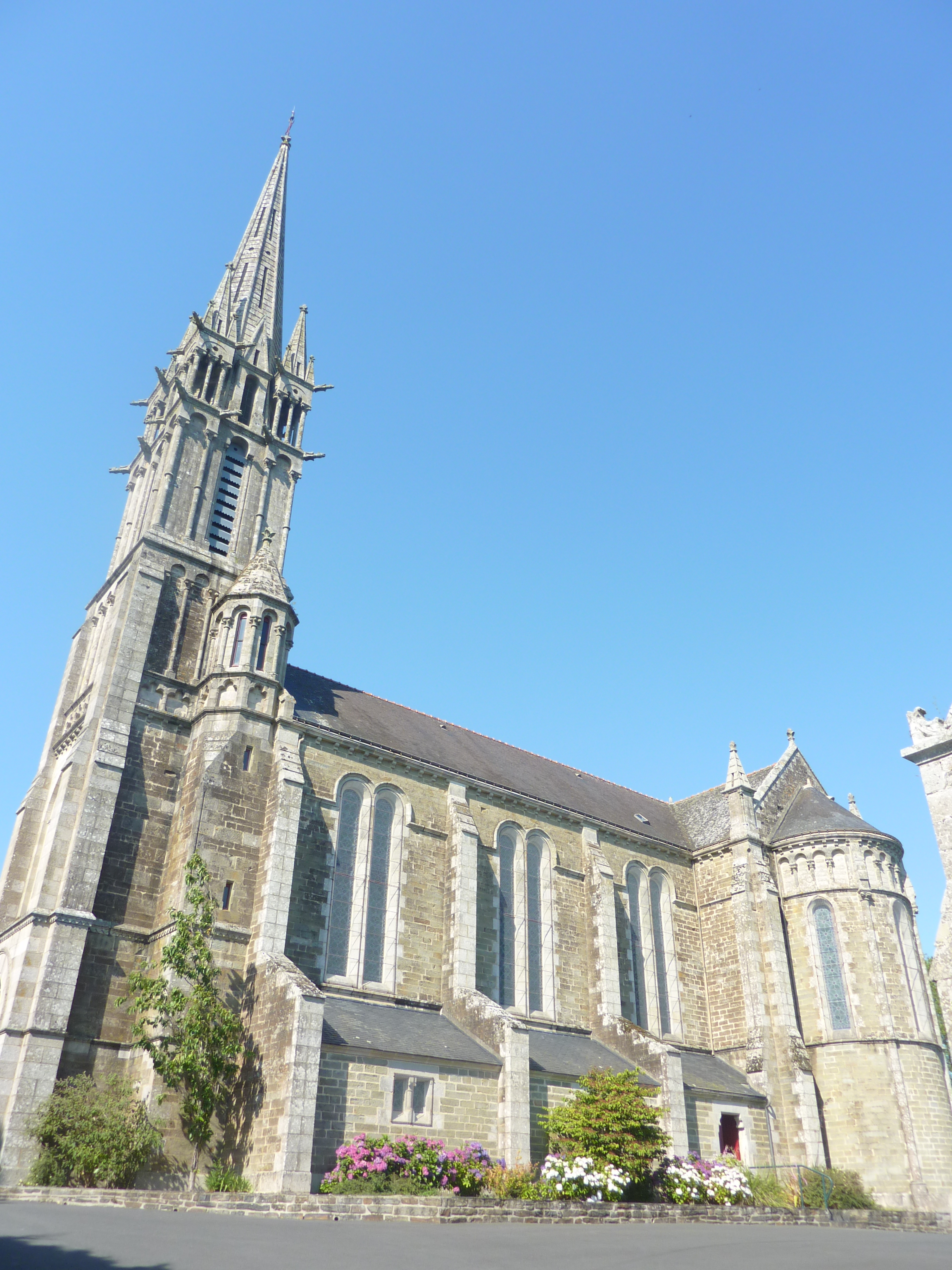
ノートルダム・デ・ポルト礼拝堂

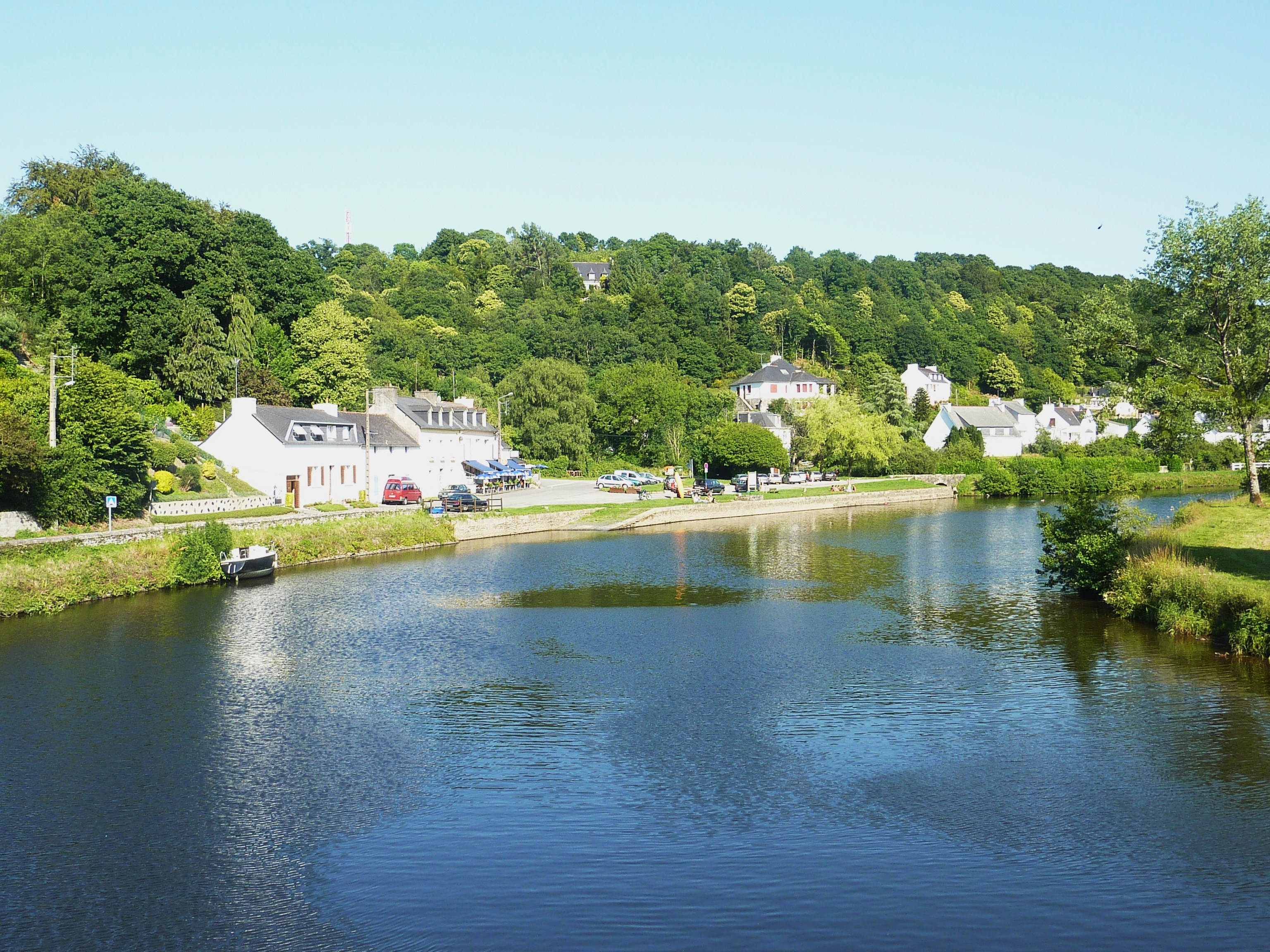
かつての川港

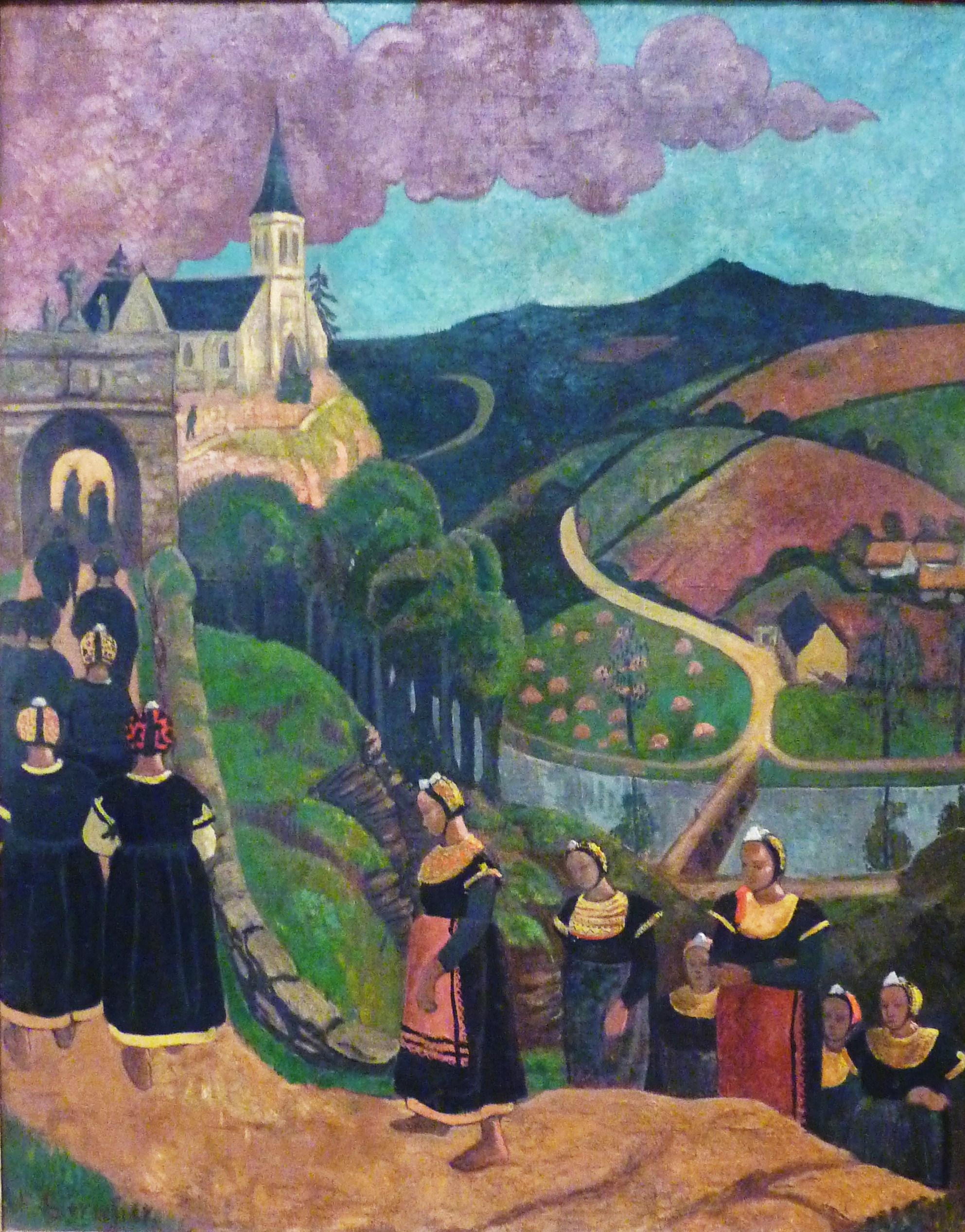
シャトーヌフのパルドン、ポール・セリュジエ画、1894年

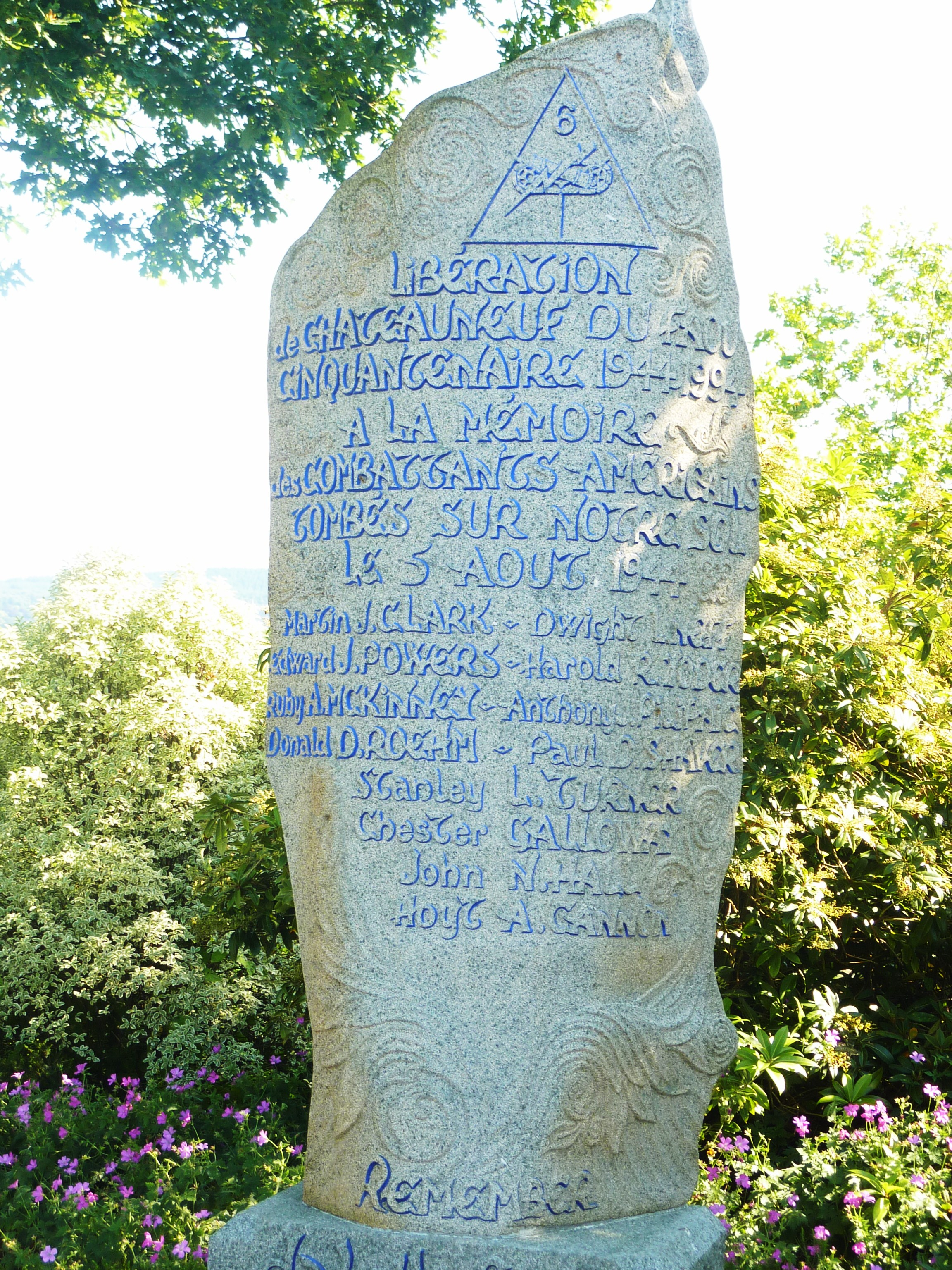
第二次世界大戦時のアメリカ軍戦死者を記念した石碑

### 古代
シャトーヌフ＝デュ＝フーには、ガリア人以前か鉄器時代の人々がつくった、オッピドゥムかカストラと見られる囲い地二箇所が保存されている。

### 中世
伝説では、6世紀初頭に伝説上の王アーサー王がノワール山地とシャトーヌフ＝デュ＝フーを横切ったという非常に詳細の不明な逸話を呼び起こす。これについて説得力のある歴史的な証拠はない。
1368年のカンペールの特許状台帳において、Castrum Novum in Fago、シャトーヌフ＝デュ＝フーは45リーブルの税金を『ローマの裁判所のため』納めている。
1440年、扉の聖母（ノートルダム・デ・ポルト）像の名が命名された。像の名は、内戦の恐怖から逃れるために町を囲む壁に取り付けられていたことで付けられた。要塞は1420年にブルターニュ公ジャン4世 (ブルターニュ公)によって没収された。これはおそらく、ブルターニュ継承戦争後に多く起きた紛争のためだろう。
1489年、プルイエの町出身の三兄弟が農民反乱を起こし、コルヌアイユ地方のほぼ全体に急激に広がり、カンペールやその他の場所が荒廃した。1490年8月に反乱側はポン＝ラベ近郊で制圧され、生存者たちは退却してシャトーヌフ＝デュ＝フーへ避難し反乱者のコミューンを組織した。9月、最終的にシャルル・ド・キマールに反乱側は粉砕され、この町の秩序が回復された。32人の首謀者が逮捕されたが、恩赦を得た。
扉の聖母のパルドンは、16世紀には既にあった。宗教的儀式と並行して、多くの人気のある祭りが行われた。格闘技、ダンス、スール（fr、ラグビーやサッカーの前進とされる球技）である。
16世紀にはいくつかの経済的繁栄の始まりを見、その間地域の文化の発展、アマと麻の栽培、製紙業の発展があった。しかしシャトーヌフ＝デュ＝フーは、16世紀の終わりに向かって、ユグノー戦争の問題を抱えた状況で、武装化した山賊たちによる残虐行為の被害者になった。
ユグノー戦争の間、シャトーヌフ住民は2つの陣営を動かす力関係によってサポートされているように見えた。ノートルダム・デ・ポルト礼拝堂の報告書には、おそらくカトリック・リーグ側に強要され資金調達させられた痕跡がある。

### 近代
フランス革命時代、シャトーヌフ住民は新しい思想にむしろ敵対心を持ち、困難な状況の司祭を支援した。革命政府によって一時的にモン＝シュル＝オーヌ（Mont-sur-Aulne）と改名させられていた。

### 現代
シャトーヌフからルアンを経由してカンペール、スケール、サン＝テュリアンへ向かう道路が1837年に整備された。
カンペルレ都市圏で発生した赤痢の流行は、1856年8月からシャトーヌフ＝デュ＝フー小郡および近接する地方、モルビアン県にまで猛威を振るった。
1873年、電信局がシャトーヌフに設置された。
1806年、ナント＝ブレスト運河の建設事業が始まり、1836年に完成した。オルヌ川の運河事業は住民に雇用を生み、シャトーヌフの町を活発な川港に転換させた。商業輸送は、鉄、石炭、鉱物、ブルターニュ中央部の品物、木材、スレート石、オルヌ川流域でとれた農産物を運び、一方土地改良のための肥料や土壌改良材を運んだ。1859年には1トンが、1911年には174,000トンが川で運ばれていた。しかしゲルレダン・ダムの完成が水上輸送のルートを断ってしまい、戦間期には輸送量が劇的に減少した。これには陸路や鉄道での輸送の競争も関係した。現在では観光用に水上輸送が行われているにすぎない。
1904年8月、カレからプレベンにシャトーヌフを経由する鉄道路線が開業、1906年にはシャトーランまで延長された。しかしこのブルターニュ鉄道は1967年に旅客輸送・貨物輸送ともに廃止となっている。20世紀初頭は、鉄道が肥料や石灰を運んだ。これにより作物の品質や家畜用飼料の量が増加した。
大都市への移住であれば特にパリが行き先であった。また農場労働者としての働き先は、ボース地方やピカルディーまたはフランス南西部が古くからの行き先だった。が、その後戦間期にアメリカ合衆国への移住が、ノワール山地全体の地方、グランとシャトーヌフ周辺で増加した。

### 世界大戦
2人のシャトーヌフ住民、ジョルジュ・マルセイエとアンドレ・モルヴァンは、ロンドンでド・ゴールが1940年6月18日に行ったBBCのラジオ放送演説を耳にし、仲間たちとともに6月19日にイギリスに渡ることを決めた。彼らは石炭運搬船Mousse-le-Moyec号に乗り、ドゥアルヌネ、カマレ＝シュル＝メール、ウェサン島を経由してロンドンに到着した。
ナチス占領下のコラボラトゥールであったブルトン国家党に属する民兵組織、ブザン・ペロ（fr）の訓練センターが1941年にシャトーヌフに設置された（他にブルターニュ内に14箇所存在した）。
アメリカ陸軍第6機甲師団の兵士12人が、1944年8月5日から8月6日にかけてのシャトーヌフ解放の戦闘で命を落とした。教区司祭ジョセフ・カディウは、同じ1944年8月5日から8月6日の間にドイツ軍によって暗殺された。

## 人口統計
| 1962年 | 1968年 | 1975年 | 1982年 | 1990年 | 1999年 | 2006年 | 2010年 |
| ------ | ------ | ------ | ------ | ------ | ------ | ------ | ------ |
| 3436   | 3723   | 3754   | 3972   | 3777   | 3595   | 3599   | 3666   |

参照元:1999年までEHESS、2000年以降INSEE

## 経済
シャトーヌフ＝デュ＝フーには、モルレー商工会議所の出張所がある。町の主な産業は、農業、食品加工業、サービス業である。小売店が80箇所以上ある。ジャガイモの品種であるシャルロット種、ジュリエット種はシャトーヌフで生まれた。町で最大の雇用主は食肉加工業のソコパ＝ビガールである。サケやマスの加工を行うブルターニュ・ソーモン、アンドゥイエット製造、職人が作るテーブルリネン、そして商業もある。

## ブルトン語
2006年11月、Ya d'ar brezhoneg憲章の批准が議会で可決された。2007年の新学期、コミューンの児童の7.7%が二言語教育の小学校に在籍していた。

## 姉妹都市
- サウス・ベント、イギリス
- チンチョン (スペイン)、スペイン